# Свято-Духівський кафедральний собор (Чернівці)
Кафедра́льний собо́р Свято́го Ду́ха ('Свя́то-Ду́хівський собо́р) — кафедральний собор ПЦУ в Чернівцях. Знаходиться на Соборній площі — між вулицями Кобилянської та Головною. Цей собор називають головним храмом Буковини — вміщує до 4 тисяч парафіян.

## Історія
Перший камінь у його фундамент був закладений у липні 1844 року. Будівництво велося під наглядом крайового інженера А. Маріна та віденського архітектора А. Рьолля, а у 1860 році за проектом Йосефа Главки було перебудовано фасад храму. Через 20 років після початку робіт, будівництво храму нарешті завершилось, а у липні 1864 р. владика Євген Гакман освятив Кафедральний собор. Проте внутрішні оздоблювальні роботи продовжувались аж до кінця століття. Так, ще у 1892—1896 роках група віденських художників розписувала стіни.
В 1961 році комуністи закрили собор, а цінності передали музеям, настінні розписи на нижній частині — змивали водою. Після цього тут розмістили склад, а в 1970 році — художній музей.
Рішенням зборів 16 лютого 2025 року Свято-духівський собор разом із Свято-Миколаївським та Петро-Павлівським храмами перейшли до ПЦУ.

## Опис
Собор побудований у стилі італійського Ренесансу, причому за основу був узятий один з проектів петербурзького Ісаакіївського собору, подарований єпископу Є. Гакману під час його паломництва до Троїце-Сергієвої Лаври. Домінантою архітектурної композиції собору є монументальний купол заввишки 46 м. Крім нього церкву увінчують ще два куполи, а також дві вежі-дзвіниці з боків фасаду.
На дзвіницях в дорадянські часи були годинники. На фасаді над дверми є напис «А. Д. 1844», а нагорі, нижче корони був напис «1864 ТРЕІ ІПОСТАСАРІ ДУМЗЕУ» (знищений в 1990-х роках).
У березні 2006 року біля храму було встановлено пам'ятник першому митрополиту Буковинської православної митрополії Євгену Гакману.
Над центральним входом, на стіні є рельєфне зображення Мітри, Жезл і Хреста — знаків Архиєрейської влади.
Вражаючий розпис на стінах — виконаний австрійським художником Карлом Йобсоном.
Нижній ярус ікон не зберігся, проте верхні залишились оригінальними.

## Володіння храму
У Кафедральному соборі зберігається виносний дубовий хрест із часткою Животворного Древа, освячений у храмі Воскресіння Господнього в Єрусалимі, головними святинями Храму є — мощі святої великомучениці Варвари та чудотворна ікона Божої Матері Троодіса — привезена з Кіпру.

## Світлини

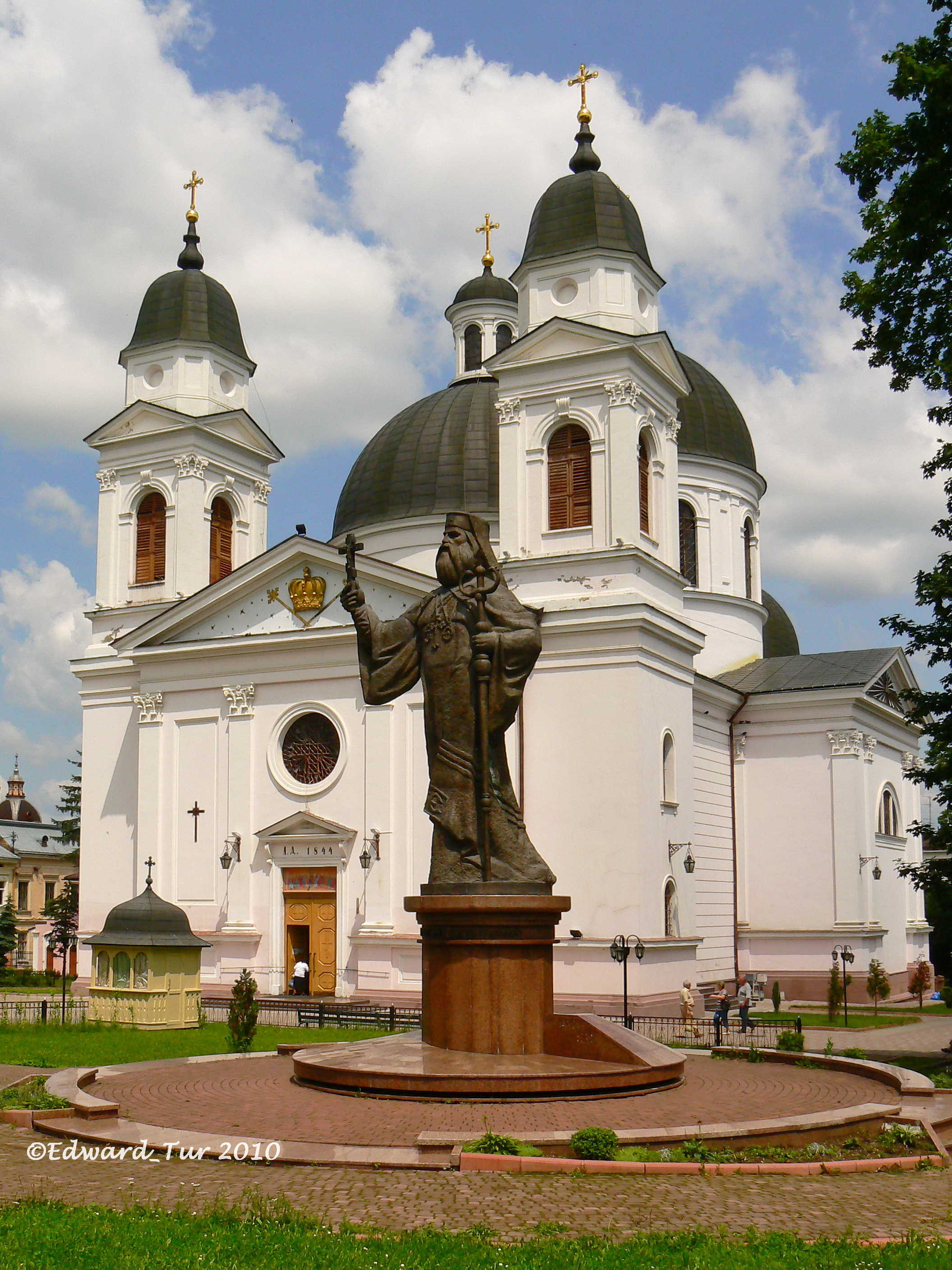
Пам'ятник Євгенію (Гакману)
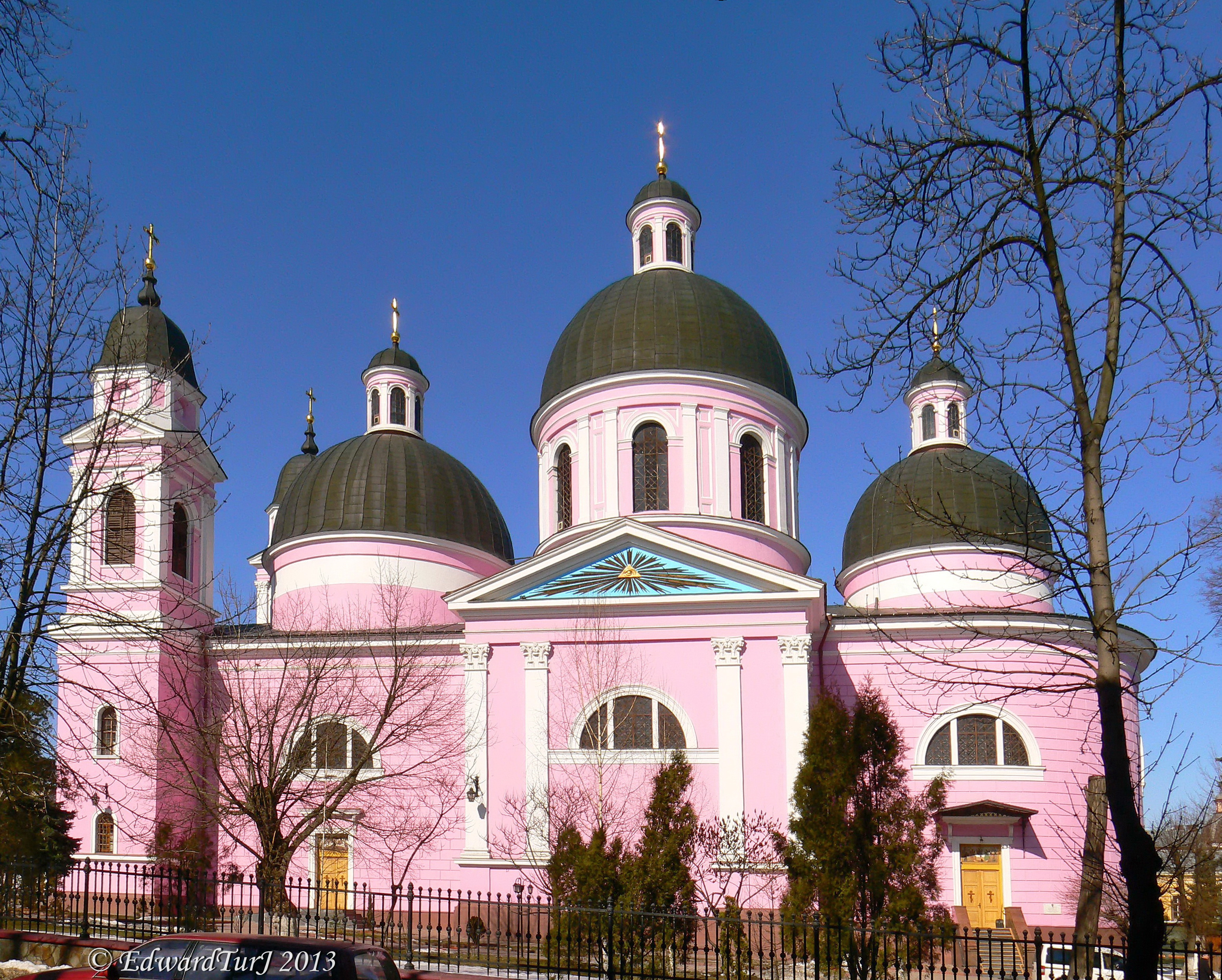
Фасад собору в рожевих тонах
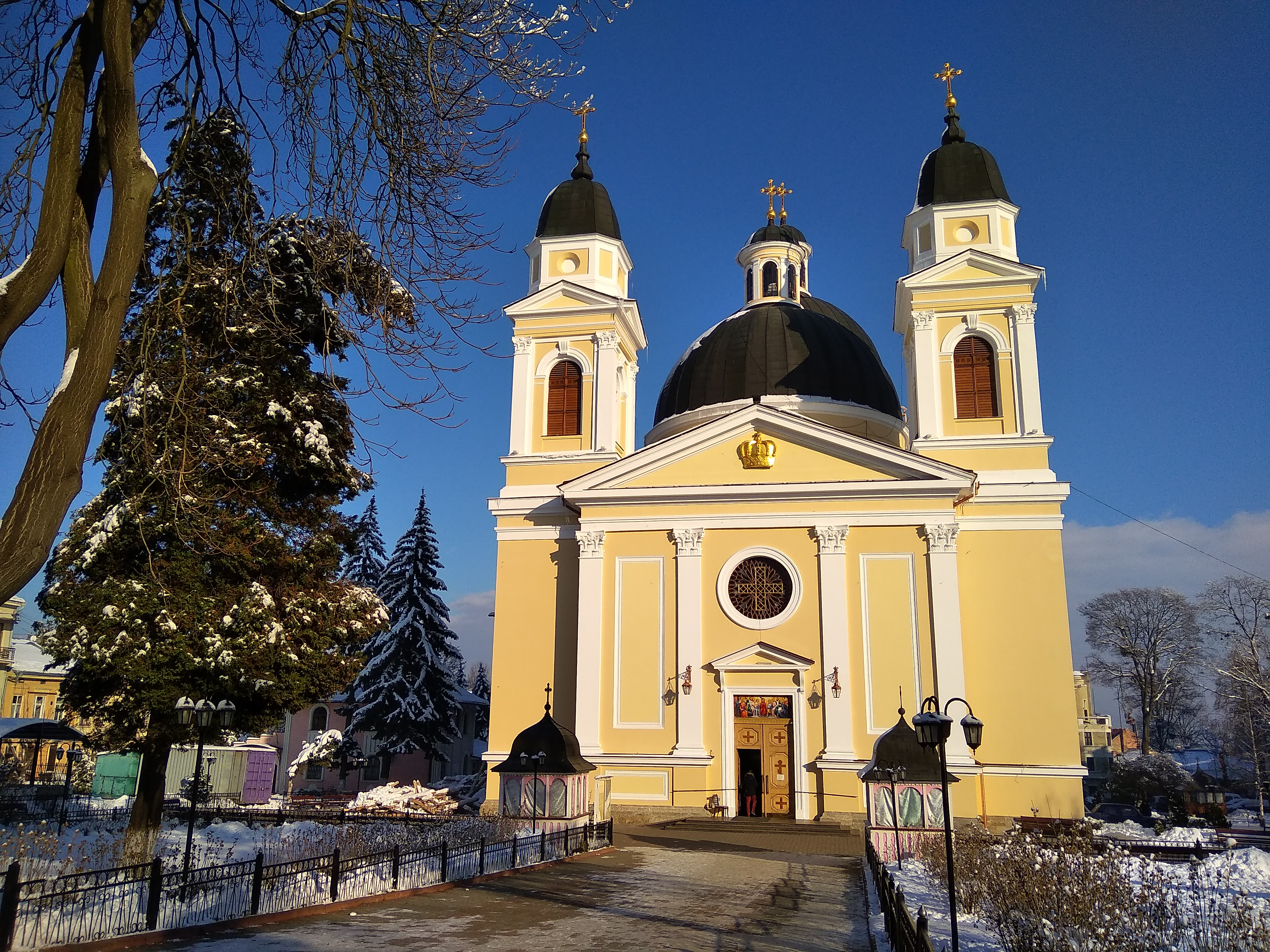
Собор взимку
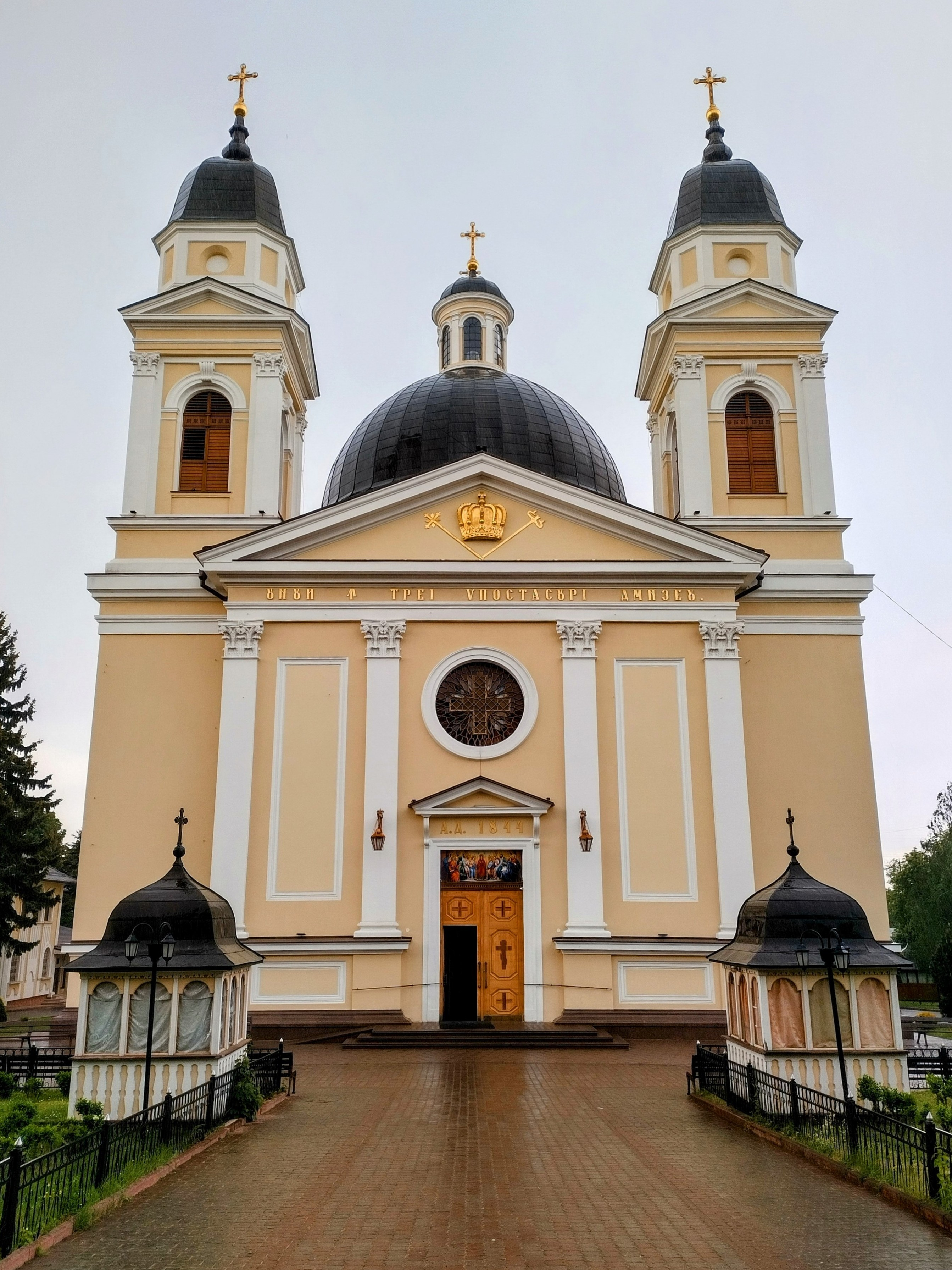
Головний фасад